# Lucia Ofrim
Lucia Ofrim  (Lucia Terzea-Ofrim) (n. 22 noiembrie 1962, Brașov) este un antropolog, filolog și folclorist român.

## Biografie
Este  absolventă a Facultății de Litere, în 1989. Doctor în filologie cu teza Urâtul în folclorul românesc (2001). A fost lector universitar la Facultatea de Litere, Universitatea din București, Catedra de etnologie și folclor. Din 2004, este lector de limba română la Universtatea Stendhal din Grenoble, Franța.

## Cărți publicate
- 2003 - Ce mi-e drag nu mi-e urât. Pentru o antropologie a emoției, cuvânt înainte de academician Constantin Bălăceanu-Stolnici, seria Folclor, Editura Paideia, București